# 진주만 (비디오 게임)
《진주만》은 제2차 세계대전을 배경으로 하는 엠게임에서 운영 중인 온라인 게임이다. 2005년 1월 4일에 오픈 베타 테스트를 시행함으로써 공개되었으며, 이용자 수 하락으로 2012년 6월 14일 서비스가 종료되었다. 진주만은 네이비필드와 비슷해 저작권 침해라는 의견이 있었으나, 네이비필드 제작진도 만든 데 동조하면서 제작권 침해 문제가 해결했다는 일화가 있다. 하지만 네이비필드와는 다른게 부분 무료화라는 것이다.